# Big L
Ламонт Колман (енгл. Lamont Coleman; Харлем, 30. мај 1974 — Харлем, 15. фебруар 1999), познатији под уметничким именом Big L (транскр.  Биг Ел), био је амерички репер са источне обале. У родном Харлему (Њујорк) започео је своју реп каријеру са групом Children of the Corn, а касније са Diggin' in the Crates Crew. Свој деби албум Lifestylez ov da Poor & Dangerous издао је 1995. године и тиме значајно допринео тадашњој хипхоп сцени. Дебитантски албум је навјавио синглом Put It On који је достигао платинасти статус.